# Milan, Ohio
Milan je gradić u sjevernom dijelu savezne američke države Ohio, smješten na granici okruga Huron i Erie. U Milanu živi nešto više od 1.000 stanovnika. Značajan je kao rodno mjesto Thomasa Alve Edisona. 
Na mjestu današnjeg grada se nalazilo selo zvano Pequottink (u nekim izvorima i anglicizirano Pequotting), utemeljeno 1804. godine u svrhu misije za kršćanske obitelji moravskih Delaware Indijanaca prognanih u Gnadenhuttenskom masakru. Za te je potrebe podignuta misijska kućica i malena kapelica.
Pod imenom Pequottink bio je poznat sve do 1809. godine. Gradu je ime Milan dao Ebenezer Merry 1816. godine kada ga je proširio iz pukog misionarskog sela sagradnjom mlina i pilane.  
Grad gravitira prema rijeci Huron, plovnoj do velikih jezera, te je 1839. završeno iskapanje kanala dugog 3 milje do Hurona kao poveznice s jezerom Erie. Iste je godine u Milanski kanal uplovio prvi brod, čemu je uslijedio trgovački procvat. Milan zatim postaje svjetska luka za izvoz žitarica s okolnih farmi. Za potrebe luke izgrađeno je 14 skladišta, a do 20 škuna na dan napuštalo je luku. Luka se odupirala rastućoj dominaciji željezničkog prijevoza sve do 1867. godine, tijekom kojeg je razdoblja izgrađeno 75 brodova na u međuvremenu utemeljenom brodogradilištu. Potpuno je zatvorena 1868. godine katastrofalnom poplavom u kojoj je luka uništena zajedno s branom. 

## Vanjske poveznice
- Milan Town Square - Milan, Ohio  Arhivirana inačica izvorne stranice od 25. svibnja 2006. (Wayback Machine)
- Milan, Ohio
- Milan – Encyclopaedia Britannica
- The Big Ditch: Ohio and Milan Canal History – Shores & Islands Ohio